# شبکه چهار
شبکهٔ چهار در ۲۴ فروردین ۱۳۷۵ تأسیس شد و یکی از شبکه‌های تلویزیونی دولتی کشور ایران است که در مجموعهٔ صدا و سیمای جمهوری اسلامی ایران مدیریت می‌شود. شعار این شبکه، «شبکهٔ چهار، شبکه دانایی» است.

## پیشینه
شبکهٔ چهار سیما، جمعه ۲۴ فروردین ۱۳۷۵ (۱۲ آوریل ۱۹۹۶) با هدف جذب مخاطبان خاص و با شعار شبکهٔ فرهیختگان افتتاح شد.
طرح تأسیس شبکهٔ چهار سیما جمهوری اسلامی ایران در سال ۱۳۷۴ خورشیدی با هدف جذب مخاطبان خاص و با شعار شبکهٔ فرهیختگان و نخبگان به تصویب رسید. تولید و پخش برنامه‌های تلویزیونی در حوزه‌های علمی، فرهنگی، هنری و دینی با پشتوانه تحلیلی غنی‌تر از اهداف اصلی تأسیس این شبکه است و اینکه شبکه بتواند بستری برای مشارکت نخبگان، فرهیختگان و اندیشمندان جامعه در برنامه‌های کلان و خرد نظام جمهوری اسلامی ایران، بیان نظرات و آرا و نقد سازی مسائلی سیاسی، اجتماعی، اقتصادی و فرهنگی و تعاملی افکار و اندیشه‌های گوناگون در جهت ارتقاء سطح اندیشه‌ورزی باشد. شبکهٔ چهار سیما با مدیریت دکتر معینی پور، در پنج گروه تخصصی برنامه سازی ادب و هنر، فرهنگ و اندیشه، دانش، اجتماعی و سیاسی در زمینه‌های علمی، فرهنگی، هنری، سیاسی و اجتماعی فعالیت می‌کند.

## گستره پخش
برنامه‌های این شبکه در بیشتر مناطق ایران از طریق فرستنده‌ها آنالوگ و دیجیتال زمینی روی باند UHF قابل دریافت است. همچنین برنامه‌ها این شبکه از طریق ماهواره اینتل‌ست ۳۹ و بدر ۵ در ایران و برخی مناطق آسیا پخش می‌شود. تماشای زنده شبکهٔ چهار از طریق پایگاه اینترنتی سازمان صدا و سیما نیز میسر است. همچنین می‌توان نسخه متنی برخی از برنامه‌های این شبکه را از پایگاه اینترنتی آن دریافت کرد. دریافت این شبکه مانند سایر شبکه‌های تلویزیونی وابسته به صدا و سیما جمهوری اسلامی ایران رایگان است.
پخش برنامه‌های شبکهٔ چهار از سال ۱۳۹۳خ، ۲۴ ساعته شد.

## گروه‌های برنامه‌ساز
شبکهٔ چهار از پنج گروه برنامه‌ساز تشکیل شده‌است. این گروه‌ها عبارتند از گروه دانش، گروه اجتماعی، گروه فرهنگ و اندیشه، گروه سیاسی و گروه ادب و هنر. این شبکه دارای یک واحد تأمین برنامه نیز می‌باشد که تهیه برنامه‌هایی نظیر چهارسوی علم که به پخش مستندهای خارجی می‌پردازد و سریال‌های خارجی چون دوران کهن را بر عهده دارد. همچنین هر روز یک بخش خبری تهیه شده در خبرگزاری صدا و سیمای جمهوری اسلامی ایران از شبکهٔ چهار پخش می‌شود. اخبار علمی و فرهنگی در ساعت ۲۰ و به مدت بیست دقیقه از این شبکه پخش می‌شود.

### گروه ادب و هنر
گروه فیلم و نمایش به تهیه برنامه‌های تخصصی در حوزه سینما و تئاتر می‌پردازد. تهیه تله‌تئاتر بر اساس نمایش‌نامه‌های مشهور ایران و جهان از دیگر تولیدات گروه فیلم و نمایش است. برنامه‌هایی چون مجله تئاتر از محصولات این گروه به‌شمار می‌روند. هم‌اکنون رضا صالحی مدیر این گروه است. 

### گروه علم و فناوری
این گروه در سال۱۴۰۲ به نام «علم و فناوری» تغییر نام داده و تولید برنامه‌هایی با محوریت دانش و راستای ترویج علم و بازنمایی پیشرفت به آن واگذار شده‌است. پایان‌نامه، مدار بسته، آسمان شب، طلوع، پنگان، چرخ و پایان ناباروری از جمله این برنامه‌ها هستند. مدیریت این گروه از سال ۱۴۰۲ با سید فرشاد عریضی بوده و پیش از او، ندا سپانلو این مسؤولیت را برعهده داشت. این گروه پیش از به نام «گروه دانش» فعالیت می‌کرده است.

### گروه سیاسی
تهیهٔ برنامه در حوزه مسائل سیاسی ایران و جهان و همچنین علوم سیاسی به این گروه محول شده‌است. سپهر سیاست و عصر اندیشه از جمله این برنامه‌ها است. از اسفند۱۴۰۱ این گروه از ساختار شبکه۴ حذف شد.

### گروه اجتماعی
این گروه با هدف تولید برنامه با رویکرد تحلیل مسائل روز فرهنگی و اجتماعی در سال ۱۳۸۳ تأسیس شد. برنامه‌هایی همانند اردیبهشت، انسان نمای بسته، دلنوازان، تا خوشبختی راهی نیست و زندگی روی پرده از جمله تولیدات گروه فرهنگی و اجتماعی است. این گروه در ارتباط نزدیک با کارشناسان، مسائل اجتماعی را مورد بحث و بررسی قرار می‌دهد. در ساختار جدید شبکه۴ این گروه حذف شد. 

### گروه فرهنگ و اندیشه
تولید برنامه‌های دینی با رویکرد تحلیلی در دستور کار این گروه قرار دارد. برنامه گفتگو محور حکمت الهی در حوزه فلسفه اسلامی از جمله این برنامه‌هاست که استاد دینانی مهمان این برنامه است. این برنامه هر جمعه ساعت ۷ بعدازظهر است. هزار و یک شب هم از برنامه‌های زنده این گروه است. از سایر برنامه‌های این گروه می‌توان به برنامه کتاب‌نامه اشاره کرد؛ تنها برنامهٔ معرفی کتاب و اخبار این حوزه که هر روز در چهار نوبت از این شبکه پخش می‌شود.

### پیام‌نما
پخش پیام‌نما (تله‌تکست) شبکهٔ چهار از سال ۱۳۸۶ و پس از مدتی وقفه مجدداً از سال ۱۳۹۱ آغاز شد. این گروه، محتوای پیام‌نمای شبکه را تولید می‌کرد و با رویکردی جدید از طریق باشگاه هم اندیشان با مخاطبان خود در ارتباط بود. پخش پیام نما پس از ۳ سال در اواسط سال ۱۳۹۴ متوقف شد.

### واحد تأمین برنامه
تأمین برنامه شبکه از جمله گروه‌های چند بعدی می‌باشد و وظایف ترسیم شده در این مجموعه، شامل بخش‌های متعدد و متنوعی است که هر کدام دارای ویژگی‌های منحصربه‌فردی می‌باشد که می‌توان به تأمین برنامه‌های خارجی به زبان اصلی مانند چهارسوی علم اشاره کرد. سینما سینما و سینما چهار نیز، از تولیدات دیگر این واحد است.

## برنامه‌ها
- سرزمین شعر
- چاووش (برنامه تلویزیونی)
- برسد به دست فردا
- چهار سوی علم
- زندگی پس از زندگی (برنامه تلویزیونی)
- دادیار (برنامه تلویزیونی)
- آسمان شب
- اردی‌بهشت (برنامه تلویزیونی)
- ایرانگرد
- پنگان
- جویندگان کسوف
- چرخ (برنامه تلویزیونی)
- چشم شب روشن
- دو قدم مانده به صبح
- زاویه (برنامه تلویزیونی)
- سینما اقتباس
- سینما ۴
- طنزپیشگان
- کتابنامه
- مجله تئاتر
- معرفت (برنامه تلویزیونی)
- نسبت طلایی (برنامه تلویزیونی)
- هزار و یک شب
- یک فیلم یک تجربه
- شمیم وحی
- بهاران (برنامه تلویزیونی)
- شب‌های هنر
- قرار (برنامه تلویزیونی)
- مصیر (برنامه تلویزیونی)
- کتاب ۴
- مدرسه تلویزیونی ایران
- پایان‌نامه (برنامهٔ تلویزیونی)

## پخش سریال‌های خارجی
| سال تولید  | نام                  | ژانر                     | کشور           |
| ---------- | -------------------- | ------------------------ | -------------- |
| ۱۹۷۷       | بادبان‌های برافراشته  | ماجراجویی                | رومانی         |
| ۱۹۷۸       | در برابر باد         | تاریخی                   | استرالیا       |
| ۱۹۸۱       | زیردریایی            | جنگی                     | آلمان غربی     |
| ۲۰۰۲–۱۹۸۱  | از سرزمین شمالی      | خانوادگی                 | ژاپن           |
| ۱۹۹۲–۱۹۸۴  | خانم مارپل           | جنایی                    | انگلیس         |
| ۱۹۹۰–۱۹۸۹  | معما                 | جنایی                    | انگلیس         |
| ۲۰۱۳–۱۹۸۹  | پوآرو                | جنایی                    | انگلیس         |
| ۱۹۹۸       | خانواده رابینسون     | خانوادگی                 | زلاندنو        |
| ۱۹۹۸       | کنت مونت کریستو      | ماجراجویی                | ایتالیا فرانسه |
| ۲۰۰۴–۲۰۰۳  | فرانک ریوا           | پلیسی                    | فرانسه         |
| ۲۰۰۵       | به سوی انتهای زمین   | داستانی                  | انگلیس         |
| ۲۰۰۵       | خانه ای در باد       | داستانی                  | انگلیس، آمریکا |
| ۲۰۰۷       | الیور توئیست         | داستانی                  | انگلیس         |
| ۲۰۰۷       | جنایات و مکافات      | داستانی                  | روسیه          |
| ۲۰۱۱–۲۰۰۷  | دوران کهن            | علمی-تخیلی               | انگلیس         |
| ۲۰۰۸       | دوریت کوچک           | درام رازآلود عاشقانه     | انگلیس         |
| ۲۰۰۹–۲۰۰۸  | رابینسون کروزو       | ماجراجویی                | انگلیس         |
| ۲۰۱۱–۲۰۰۹  | ابری بالای کوه       | تاریخی                   | ژاپن           |
| ۲۰۱۷–۲۰۱۰  | شرلوک                | جنایی                    | انگلیس         |
| ۲۰۱۹–۲۰۱۰  | کارآگاه لوتر         | درام دلهره‌آور روان‌شناختی | انگلیس         |
| ۲۰۱۱       | معمای پالرمو         | درام                     | ایتالیا        |
| ۲۰۱۱       | سایه روشن            | جنایی                    | انگلیس         |
| ۲۰۱۲       | مردان سایه           | درام سیاسی               | فرانسه         |
| ۲۰۱۸–۲۰۱۳  | خانه پوشالی          | درام سیاسی               | آمریکا         |
| ۲۰۱۴       | در دشت‌های فلاندرز    | جنگی                     | بلژیک          |
| ۲۰۱۴       | خاک و نمک            | ملودرام سیاسی            | لبنان          |
| ۲۰۱۶–۲۰۱۴  | ابلیس                | جنایی                    | نروژ           |
| ۲۰۱۵       | برف و خاکستر         | جنگی                     | روسیه          |
| ۲۰۱۷–۲۰۱۵  | باغ‌وحش               | درام هیجانی              | آمریکا         |
| ۲۰۲۲–۲۰۱۵  | آخرین پادشاهی        | تاریخی اکشن              | انگلیس         |
| ۲۰۱۶       | وقتی آب‌بندها می‌شکنند | درام                     | بلژیک هلند     |
| ۲۰۱۷–۲۰۱۶  | تشکیلات زیرزمینی     | درام تاریخی              | آمریکا         |
| ۲۰۱۸–۲۰۱۷  | تحت نظر              | درام دلهره‌آور            | آلمان          |
| ۲۰۱۹–۲۰۱۷  | به من اعتماد کن      | درام پزشکی               | انگلیس         |
| ۲۰۱۸       | بانوی سفیدپوش        | دلهره‌آور روان‌شناختی      | انگلیس         |
| ۲۰۱۸       | آغاز                 | علمی‌تخیلی                | آمریکا         |
| ۲۰۱۸       | دشمن ناشناخته        | دلهره‌آور سیاسی           | مکزیک          |
| ۲۰۱۹–۲۰۱۸  | مکانیسم              | درام سیاسی               | برزیل          |
| ۲۰۱۹–۲۰۱۸  | بینوایان             | تراژدی                   | انگلیس         |
| ۲۰۲۱–۲۰۱۸  | گمشده در فضا         | علمی-تخیلی               | آمریکا         |
| ۲۰۲۳–۲۰۱۸  | جانشینی              | کمدی سیاه                | آمریکا         |
| ۲۰۱۹       | بلندترین صدا         | درام                     | آمریکا         |
| ۲۰۱۹       | هاتون گاردن          | درام جرم                 | انگلیس         |
| ۲۰۱۹       | اثبات بی‌گناهی        | جنایی                    | آمریکا         |
| ۲۰۱۹       | رئیس‌جمهور موقت       | سیاسی                    | کره جنوبی      |
| ۲۰۲۱–۲۰۱۹  | هانا                 | اکشن                     | آمریکا         |
| ۲۰۲۰       | دفاع از جیکوب        | جنایی                    | آمریکا         |
| ۲۰۲۰       | تحقیقات پلیس         | جرم                      | دانمارک        |
| ۲۰۲۰       | جیرجیرک‌های پاییزی    | جنایی                    | چین            |
| ۲۰۲۰-اکنون | خانم اسکارلت و دوک   | درام جرم                 | آمریکا انگلیس  |
| ۲۰۲۰-اکنون | شیاطین               | هیجان‌انگیز مالی          | انگلیس         |
| ۲۰۲۰-اکنون | کبرا                 | درام سیاسی               | انگلیس         |
| ۲۰۲۱       | رمز میلیون دلاری     | درام جرم هیجان‌انگیز      | آلمان          |
| ۲۰۲۱       | قاتل غیر محتمل       | جرم                      | سوئد           |
| ۲۰۲۱       | راه‌آهن زیرزمینی      | تاریخی                   | آمریکا         |
| ۲۰۲۱-اکنون | دالگلیش              | درام جرم                 | انگلیس         |
| ۲۰۲۱-اکنون | سرزمین خونین         | درام جرم معمایی          | انگلیس         |
| ۲۰۲۱-اکنون | پزشک مرگ             | جنایی                    | آمریکا         |
| ۲۰۲۲       | چراغ گاز             | دلهره‌آور سیاسی           | آمریکا         |
| ۲۰۲۲-اکنون | جداسازی              | علمی-تخیلی               | آمریکا         |

## مدیران
- مجتبی مشیری (۱۳۷۴–۱۳۷۶)
- محمدرضا جعفری جلوه (۱۳۷۶–۱۳۷۷)
- رضا پورحسین (۱۳۷۷–۱۳۷۹)
- سید حمید طالب‌زاده (۱۳۷۹–۱۳۸۲)
- رضا پورحسین (۱۳۸۲)
- حسین کرمی (۱۳۸۲–۱۳۸۵)
- رضا پورحسین (۱۳۸۵–۱۳۸۸)
- تقی رستم‌وندی (۱۳۸۸–۱۳۹۴)
- غلامرضا غلامی (۱۳۹۴–۱۳۹۵)
- حسن ملکی (۱۳۹۵)
- رضا پورحسین (۱۳۹۵–۱۳۹۶)
- مسعود معینی‌پور (۱۳۹۶–۱۴۰۱)
- حسین شاهمرادی (۱۴۰۱–تاکنون)